# 山本町南
山本町南（やまもとちょうみなみ）は、大阪府八尾市の町名。現行行政地名は山本町南一丁目から山本町南八丁目。住居表示は実施済み。
住居表示実施時に大字山本と周辺の大字の地名を変更し、山本町、山本町北、山本高安町などとともに成立した地名である。
住居表示実施直前の地名は大字山本（現在の一丁目の東側、三 - 五丁目、六丁目の東側、七丁目の東側）、大字小阪合（現在の一丁目の西側、二丁目のほぼ全域）および八尾八か村交雑地の一部（現在の六丁目の西側、七丁目の西側、八丁目の大半）である。

## 歴史概要
令制国一覧 > 畿内 > 河内国 > 若江郡 > 山本新田、小阪合村など
地域の大半は、大和川の川違えとその後の新田開発によって創設された。大阪電気軌道の山本停車場が設置されるまでは集落とよべるものはなかったが、その後は駅前の商業地・大阪郊外のベッドタウンとして発展した。

## 地理
近鉄大阪線 河内山本駅の南側、玉串川に沿いとそのやや西側に位置する。駅近くの一丁目と四丁目の府道大阪港八尾線（旧服部川久宝寺線）の北側までは商業地となっている。その南側は基本的に閑静な住宅地である。

### 地価
住宅地の地価は、2014年（平成26年）1月1日に公表された公示地価によれば、山本町南4-6-6の地点で21万5000円/m2となっている。八尾市で最も地価が高い。

## 世帯数と人口
2020年（令和2年）3月31日現在（八尾市発表）の世帯数と人口は以下の通りである。
| 丁目           | 世帯数    | 人口    |
| -------------- | --------- | ------- |
| 山本町南一丁目 | 526世帯   | 1,102人 |
| 山本町南二丁目 | 159世帯   | 310人   |
| 山本町南三丁目 | 466世帯   | 963人   |
| 山本町南四丁目 | 243世帯   | 445人   |
| 山本町南五丁目 | 149世帯   | 350人   |
| 山本町南六丁目 | 301世帯   | 682人   |
| 山本町南七丁目 | 357世帯   | 661人   |
| 山本町南八丁目 | 230世帯   | 514人   |
| 計             | 2,431世帯 | 5,027人 |

### 人口の変遷
国勢調査による人口の推移。
| 1995年（平成7年）  | 5,502人 | [ 6 ]  |  |
| 2000年（平成12年） | 5,079人 | [ 7 ]  |  |
| 2005年（平成17年） | 4,706人 | [ 8 ]  |  |
| 2010年（平成22年） | 4,758人 | [ 9 ]  |  |
| 2015年（平成27年） | 4,710人 | [ 10 ] |  |

### 世帯数の変遷
国勢調査による世帯数の推移。
| 1995年（平成7年）  | 2,121世帯 | [ 6 ]  |  |
| 2000年（平成12年） | 2,102世帯 | [ 7 ]  |  |
| 2005年（平成17年） | 1,986世帯 | [ 8 ]  |  |
| 2010年（平成22年） | 2,074世帯 | [ 9 ]  |  |
| 2015年（平成27年） | 2,140世帯 | [ 10 ] |  |

## 学区
市立小・中学校に通う場合、学区は以下の通りとなる（2020年5月時点）。
| 丁目           | 番   | 小学校               | 中学校             |
| -------------- | ---- | -------------------- | ------------------ |
| 山本町南一丁目 | 全域 | 八尾市立南山本小学校 | 八尾市立曙川中学校 |
| 山本町南二丁目 | 全域 | 八尾市立南山本小学校 | 八尾市立曙川中学校 |
| 山本町南三丁目 | 全域 | 八尾市立南山本小学校 | 八尾市立曙川中学校 |
| 山本町南四丁目 | 全域 | 八尾市立南山本小学校 | 八尾市立曙川中学校 |
| 山本町南五丁目 | 全域 | 八尾市立南山本小学校 | 八尾市立曙川中学校 |
| 山本町南六丁目 | 全域 | 八尾市立南山本小学校 | 八尾市立曙川中学校 |
| 山本町南七丁目 | 全域 | 八尾市立南山本小学校 | 八尾市立曙川中学校 |
| 山本町南八丁目 | 全域 | 八尾市立南山本小学校 | 八尾市立曙川中学校 |

## 事業所
2016年（平成28年）現在の経済センサス調査による事業所数と従業員数は以下の通りである。
| 丁目           | 事業所数  | 従業員数 |
| -------------- | --------- | -------- |
| 山本町南一丁目 | 176事業所 | 787人    |
| 山本町南二丁目 | 8事業所   | 50人     |
| 山本町南三丁目 | 13事業所  | 68人     |
| 山本町南四丁目 | 38事業所  | 406人    |
| 山本町南五丁目 | 5事業所   | 68人     |
| 山本町南六丁目 | 21事業所  | 44人     |
| 山本町南七丁目 | 13事業所  | 38人     |
| 山本町南八丁目 | 2事業所   | 28人     |
| 計             | 276事業所 | 1,489人  |

## 施設
（一丁目）
- 八尾山本郵便局
- みずほ銀行山本支店
- 関西みらい銀行山本支店
- 三井住友銀行山本支店

（二丁目）
- 山本南保育所

（三丁目）
- 公団山本住宅
- 五月橋保育所

（四丁目）
- 万代スーパー山本店
- スーパーはやし

（五丁目）
- 近鉄車両エンジニアリング山本工場

（六丁目）
（七丁目）
- 八尾市立山本球場
- 八尾市立南山本小学校
- 大阪いずみ市民生協コープ山本店
- まちの駅畑のつづき（JA大阪中河内農産物直売所）・ATMコーナー

（八丁目）
- 八尾市立曙川中学校
- 桃林堂陌草園

## 交通
鉄道
- 近鉄大阪線
地域の北外れ（1丁目の北）に河内山本駅が、南東の外れ（7丁目の東）に高安駅があり、いずれも徒歩圏。

道路
- 二つの主要地方道（府道大阪港八尾線、府道八尾茨木線）が地域内（五月橋交差点）で交差する。

## その他

### 日本郵便
- 郵便番号 : 581-0013[2]（集配局：八尾郵便局[13]）。